# Хофхаймер, Чарли
Чарли Хофхаймер (англ. Charlie Hofheimer, род.17 апреля 1981 года в Бруклине, Нью-Йорк) — американский актёр.

## Биография
Чарли Хофхаймер родился в Бруклине — самом густонаселённом районе Нью-Йорка. Первую роль в кино он получил в тринадцатилетнем возрасте (фильм «Лесси»). Затем Чарли снимался в некоторых эпизодах таких известных сериалов, как «Закон и порядок: Специальный корпус», «C.S.I.: Место преступления» и «Доктор Хаус». В 2001 году он снялся в роли капрала Смита (фильм «Чёрный ястреб»), а в 2004 году исполнил роль Кевина, молодого патрульного охраняющего периметр природоохранной зоны, который помог Айви достать необходимые лекарства в фильме «Таинственный лес» (фильм был номинирован на кинопремию «Оскар», см. Оскар (кинопремия, 2004)).

## Избранная фильмография

### Фильмы
- Лесси (1994)
- Парни (1996)
- День отца (1997)
- Музыка сердца (1999)
- Чёрный ястреб (2001)
- Таинственный лес (2004)
- Что бы вы сделали… (2012)
- Эффект Манделы (2019)

### Сериалы
| Телесериалы               | Телесериалы                         | Телесериалы    | Телесериалы                                                                             |
| Год                       | Название                            | Роль           | Эпизод                                                                                  |
| ------------------------- | ----------------------------------- | -------------- | --------------------------------------------------------------------------------------- |
| 1995                      | Новости Нью-Йорка                   |                | эпизод «A Question of Truth»                                                            |
| 1990—-2000                | Боишься ли ты темноты?              |                | сыграл в двух эпизодах (в 1994 и 1996 году)                                             |
| 1990—2010                 | Закон и порядок                     |                | эпизоды «Тоска по семье» и «Ваннаби» (см.Список эпизодов телесериала «Закон и порядок») |
| 1999—2000                 | Сейчас или никогда                  | Nick           | эпизод «A Girl’s Life»                                                                  |
| c 1999 года по наст.время | Закон и порядок: Специальный корпус | Jerry Dupree   | эпизод «Tortured»                                                                       |
| c 2000 года по наст.время | C.S.I.: Место преступления          | Kevin McCallum | эпизод «A Night at the Movies»                                                          |
| 2002—2009                 | Без следа                           | Chris White    | эпизод «Voir Dire»                                                                      |
| c 2003 года по наст.время | Морская полиция: Спецотдел          |                | эпизод «Открытое море» (см. Список эпизодов телесериала «Морская полиция: Спецотдел»)   |
| 2005—2010                 | 4исла                               | Ron Allen      | эпизод «The Running Man»                                                                |
| c 2005 года по наст.время | Медиум                              | David Channing | эпизод «Second Opinion»                                                                 |
| 2008—2009                 | Страх как он есть                   | Scott          | эпизод «Community»                                                                      |
| c 2008 года по наст.время | Элай Стоун                          | Scott Miller   | эпизод «Мне нужен секс» (I Want Your Sex)                                               |
| c 2007 года по наст.время | Безумцы                             | Abe Drexler    | снялся в трёх эпизодах:«The Rejected», «The Beautiful Girls» и «Chinese Wall»           |
| 2007                      | Доктор Хаус                         |                | 4-й сезон 3-й эпизод                                                                    |